# Philippe Bach

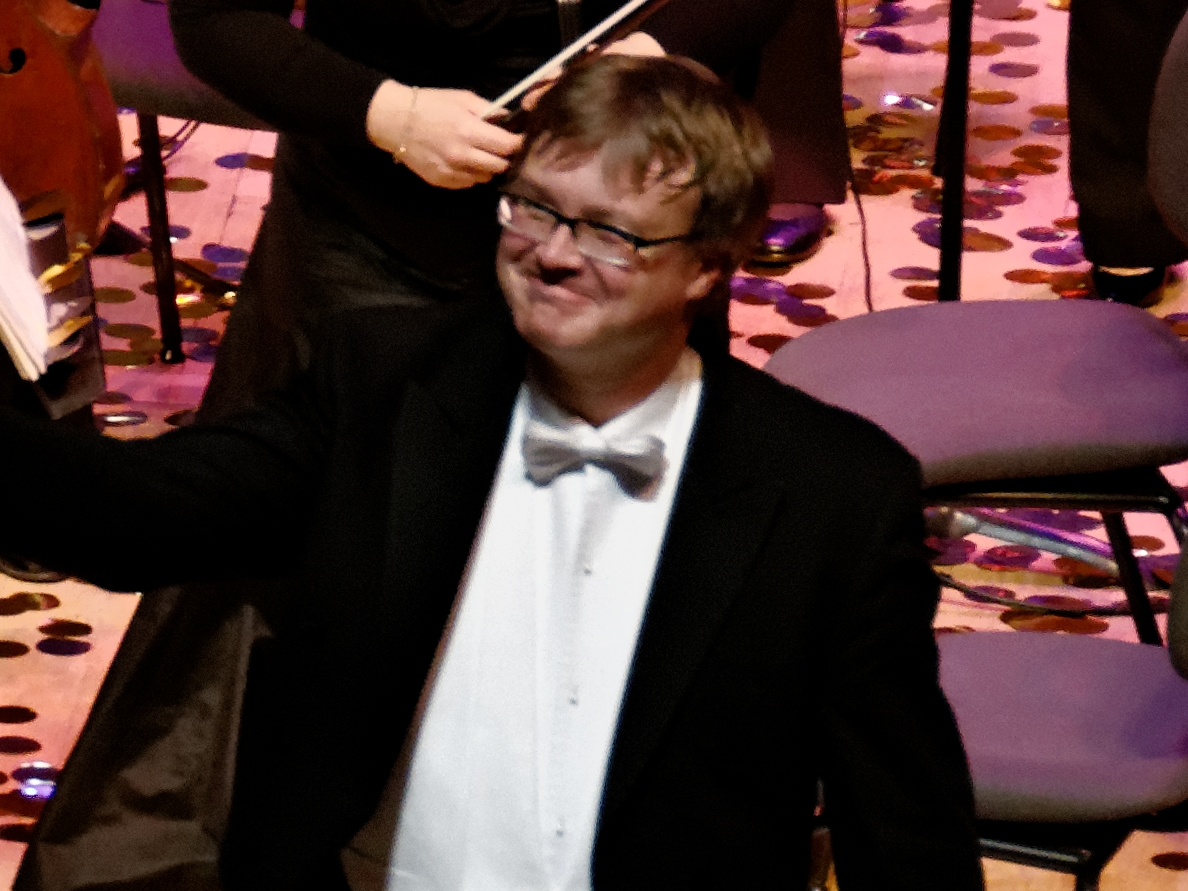
Philippe Bach

Philippe Bach (* 1974 in Saanen) ist ein Schweizer Dirigent.

## Biographie
Philippe Bach studierte nach einem Studium vom Horn in Genf und Bern Dirigieren an der Zürcher Hochschule der Künste bei Johannes Schlaefli und am Royal Northern College of Music in Manchester bei Mark Elder. Von 2006 bis 2008 war er Assistenzdirigent am Teatro Real in Madrid. Dort gab er im Juni 2007 sein Debüt bei der Oper Madama Butterfly. 2008 folgte an der Hamburger Staatsoper das Stück Hänsel und Gretel. Von 2008 bis 2010 war Bach Kapellmeister und stellvertretender Generalmusikdirektor (GMD) am Theater Lübeck.
Ab der Spielzeit 2010/11 war Bach Generalmusikdirektor am Staatstheater Meiningen und Leiter der Meininger Hofkapelle. Er setzte sich dabei bei der Bewerbung um diese Anstellung gegen 240 Mitbewerber durch. Hier hatte er unter anderem die musikalische Leitung bei Der Rosenkavalier von Richard Strauss, Mozarts Die Zauberflöte, Verdis Rigoletto, Wagners Tannhäuser und der Sängerkrieg auf Wartburg und Richard Strauss’ Capriccio. Seit 2012 ist er weiter der Chefdirigent vom Berner Kammerorchester. Seit der Spielzeit 2016/17 fungiert Bach zudem als Chefdirigent der Kammerphilharmonie Graubünden. Als Gastdirigent leitete Philippe Bach Konzerte mit zahlreichen europäischen Orchestern. Nach der Spielzeit 2021/22 endete sein Engagement als GMD in Meiningen und Philippe Bach wird fortan weiter als Gastdirigent tätig sein. Sein Nachfolger ist ab der Spielzeit 2023/24 Killian Farrell.